# Народы Греции
Народы Греции — народы и общности, из которых фактически состоит население современной республики Греция, её пёстрая этнографическая картина. В Греции, имевшей долгую и сложную средневековую историю, особенно во времена массовых Балканских миграций, имелись и имеются свои демографические особенности. При этом многие из них отрицаются греческим правительством, взявшим курс на полную эллинизацию христианских меньшинств страны. В определённых регионах республики зачастую остро стоят вопросы национального самоопределения. Под давлением ЕС выделяются средства и внедряются программы по сохранению ряда автохтонных языков республики.

## Статус меньшинства
Официальная греческая статистика не ведёт учёт населения по национальности, что является пережитком времён Османской империи, когда её народы делились на религиозные миллеты. Большинство населения Греции составляют греки (90 %), хотя эти данные оспариваются учёными-этнографами из-за значительного недоучёта данным по меньшинствам, особенно языковым.

### Официальные
Единственным официально признанным религиозным меньшинством современной Греции являются мусульмане Западной Фракии и Додеканесских островов, включающие турок (0,8 % населения Греции), помаков (болгароязычные славяне-мусульмане, 0,3 %) и цыган-мусульман (0,1 %). При этом наблюдаются явные перегибы греческого правительства по отношению к помакам, которых местные власти (провинция Западная Фракия) принуждают получать образование на турецком и арабском языках, игнорируя до недавнего времени их славяноязычие.
По традиции, унаследованной со времён Византийской империи, официально признаются армяне (См. Армяне в Греции).

### Непризнанные
Другие меньшинства выделяются в основном учёными-этнографами на языковых основаниях и официально не признаются греческим правительством: албанцы (1-5 %; в том числе арнауты), «славяноязычные греки» или македонские славяне (близки македонцам, 1,6 %), аромуны (1,1 %, включая мегленитов), православные цыгане (ещё 1,8 %), сербы (0,3 %), арабы (0,3 %), армяне (0,3 %), евреи (0,05 %), гагаузы, др. Особо следует упомянуть русскоязычных греков-понтийцев, основная масса которых прибыла в Грецию из СССР и стран СНГ в начале 90-х гг. Их количество оценивается в 100 тыс. человек. Проживают они в основном в городах Афины и Салоники. Также следует отметить кочевые группы каракачаны, на жизнь и быт которых сильное влияние оказали культура тюркоязычных ерюков и романоязычных влахов.